# Rhonne
Der Rhonne ist ein Fluss in Frankreich, der im Département Sarthe in der Region Pays de la Loire verläuft. Die Quelle befindet sich im Gemeindegebiet von Saint-Mars-d’Outillé, an der D 140, östlich von Les Prouillières. Er entwässert generell Richtung West bis Nordwest und mündet nach rund 25 Kilometern unterhalb von Guécélard als linker Nebenfluss in die Sarthe.

## Orte am Fluss
- Saint-Mars-d’Outillé
- Teloché
- Mulsanne
- Moncé-en-Belin
- Guécélard